# Юфелма Чоден Вангчук
Юфелма Чоден Вангчук (дзонг-кэ ཡུ་ཨེཕ་ཨེལ་མ་ ཅོ་དེན་ ཝཱན་ཅུག་; род. 6 июня 1993) — принцесса, член королевской семьи Бутана.

## Биография
Юфелма Чоден Вангчук родилась 6 июня 1993 года в семье короля Джигме Сингье Вангчука и его жены Сангай Чоден Вангчук. Получила образование в швейцарской школе-интернате Institut Le Rosey, которую закончила в 2011 году.
Затем продолжила образование в Джорджтаунском университете, который закончила в 2016 году в качестве специалиста по социологии.
6 октября 2018 года присутствовала на церемонии открытия Паралимпийских Азиатских игр в Джакарте.
29 октября 2020 года вышла замуж за Дашо Тинли Норбу (род. 1992), который работает пилотом в национальной авиакомпании Druk Air. Принцесса и её супруг занимаются благотворительностью, помимо этого принцесса возглавляет Паралимпийский комитет Бутана.